# Fond du Lac Chippewa
Fond du Lac Chippewa (Fond du Lac Band of Lake Superior Chippewa; na svome jeziku sebe nazivaju Wayekwaa-gichigamiing Gichigamiwininiwag "Lake Superior Men at the far end of the Great Lake") jedna od bandi Chippewa Indijanaca danas nastanjeni na rezervatu Fond du Lac ili Nah-Gah-Chi-Wa-Nong (Nagaajiwanaang, =where the river stops) u Minnesoti u okruzima Carleton i St. Louis.
Hodge ih locira na rijeci St. Louis kod jezera Fond du Lac u istočnoj Minnesoti. Danas su jedna od 6 bandi plemena Minnesota Chippewa Tribe. Rezervat je utemeljen ugovorom LaPointe Treaty (1854). Federalno su priznati pod imenom Fond du Lac Band of Lake Superior Chippewa. Plemensko središte nalazi se u Cloquetu (Mookamiing, Mookamaaninigamiing) ,drugo naselje je Nagaajiwanaang ili Fond du Lac.
Ime Fond du Lac došlo je po indijanskom selu na ušću rijeke St. Louis River kojeg su tako prozvali Francuzi.
Populacija 107 (1905.) Druga Nagaajiwanaang banda poznata kao Naicatchewenin First Nation živi u Ontariju.

## Vanjske poveznice
- Fond du Lac Band of Lake Superior Chippewa